# الدوري الكويتي 1973–74
أقيمت بطولة الدوري الكويتي الثالثة عشر في موسم 1973/1974، وقد حقق لقب البطولة نادي الكويت، وهي المرة الرابعة التي يحقق فيها لقب البطولة.

## ترتيب الفرق
| الفريق                | لعب | فاز | تعادل | خسر | له | عليه | النقاط |
| --------------------- | --- | --- | ----- | --- | -- | ---- | ------ |
| نادي الكويت           | 12  | 7   | 3     | 2   | 21 | 6    | 17     |
| نادي العربي الكويتي   | 12  | 7   | 2     | 3   | 16 | 9    | 16     |
| نادي القادسية الكويتي | 12  | 4   | 5     | 3   | 29 | 17   | 13     |
| نادي السالمية         | 12  | 4   | 3     | 5   | 18 | 20   | 11     |
| نادي الفحيحيل         | 12  | 4   | 2     | 6   | 13 | 28   | 10     |
| نادي كاظمة            | 12  | 2   | 5     | 5   | 11 | 18   | 9      |
| نادي اليرموك          | 12  | 3   | 2     | 7   | 16 | 26   | 8      |

## أرقام من البطولة
- أكثر الفرق تحقيقا للفوز هما نادي الكويت ونادي العربي الكويتي بسبعة انتصارات.
- أقل الفرق تحقيقا للفوز هو نادي كاظمة بانتصارين.
- أقل الفرق تحقيقا للتعادل هم نادي العربي الكويتي ونادي الفحيحيل ونادي اليرموك بتعادلين.
- أكثر الفرق تحقيقا للتعادل هما نادي القادسية الكويتي ونادي كاظمة بخمسة تعادلات.
- أقل الفرق تعرضا للخسارة هو نادي الكويت بخسارتين.
- أكثر الفرق تعرضا للخسارة هو نادي اليرموك بسبعة خسائر.
- أكثر الفرق تسجيلا للأهداف هو نادي القادسية الكويتي ب29 هدف.
- أقل الفرق تسجيلا للأهداف هو نادي كاظمة ب11 هدف.
- أقل الفرق تعرضا للأهداف هو نادي الكويت ب6 أهداف.
- أكثر الفرق تعرضا للأهداف هو نادي الفحيحيل ب28 هدف.